# Норт-Перрі (Огайо)
Норт-Перрі (англ. North Perry) — селище (англ. village) в США, в окрузі Лейк штату Огайо. Населення — 915 осіб (2020).

## Географія
Норт-Перрі розташований за координатами 41°48′1″ пн. ш. 81°7′27″ зх. д. / 41.80028° пн. ш. 81.12417° зх. д. (41.800211, -81.124218).  За даними Бюро перепису населення США в 2010 році селище мало площу 10,02 км², уся площа — суходіл.

## Демографія
Згідно з переписом 2010 року, у селищі мешкали 893 особи в 336 домогосподарствах у складі 254 родин. Густота населення становила 89 осіб/км².  Було 353 помешкання (35/км²).
Расовий склад населення:
| - 99,3 % — білих - 0,2 % — азіатів - 0,1 % — вихідців з тихоокеанських островів |

До двох чи більше рас належало 0,3 %. Частка іспаномовних становила 0,6 % від усіх жителів.
За віковим діапазоном населення розподілялося таким чином: 24,7 % — особи молодші 18 років, 61,4 % — особи у віці 18—64 років, 13,9 % — особи у віці 65 років та старші. Медіана віку мешканця становила 44,9 року. На 100 осіб жіночої статі у селищі припадало 106,7 чоловіків;  на 100 жінок у віці від 18 років та старших — 100,0 чоловіків також старших 18 років.
Середній дохід на одне домашнє господарство  становив 73 253 долари США (медіана — 63 750), а середній дохід на одну сім'ю — 84 311 долар (медіана — 74 519). Медіана доходів становила 51 477 доларів для чоловіків та 34 375 доларів для жінок. За межею бідності перебувало 7,5 % осіб, у тому числі 21,1 % дітей у віці до 18 років та 4,8 % осіб у віці 65 років та старших.
Цивільне працевлаштоване населення становило 411 осіб. Основні галузі зайнятості: освіта, охорона здоров'я та соціальна допомога — 21,2 %, виробництво — 20,7 %, транспорт — 9,0 %, роздрібна торгівля — 8,8 %.